# 42 Cancri
42 Cancri, som är stjärnans Flamsteed-beteckning, är en ensam stjärna, belägen i den mellersta delen av stjärnbilden Kräftan. Den har en skenbar magnitud av ca 6,83 och kräver åtminstone en handkikare för att kunna observeras. Baserat på parallaxmätning inom Hipparcosuppdraget på ca 6,1 mas, beräknas den befinna sig på ett avstånd på ca 536 ljusår (ca 164 parsek) från solen och ingår i den öppna stjärnhopen Praesepe (Messier 44). Den rör sig bort från solen med en heliocentrisk radialhastighet på ca 35 km/s.

## Egenskaper
42 Cancri är en vit till blå jättestjärna av spektralklass A9 III, som anger att den förbrukat förrådet av väte i dess kärna och utvecklats bort från huvudserien. Den har en radie som är ca 3,7 solradier och utsänder från dess fotosfär ca 49 gånger mera energi än solen vid en effektiv temperatur av ca 7 400 K.